# Mérignac (Charente Marittima)
Mérignac è un comune francese di 213 abitanti situato nel dipartimento della Charente Marittima nella regione della Nuova Aquitania.

## Società

### Evoluzione demografica
Abitanti censiti